# 職業訓練指導員 (石材科)
職業訓練指導員 (石材科)（しょくぎょうくんれんしどういん せきざいか）は、職業訓練指導員免許のうちの1つで石材施工を主担とする。厚生労働省管轄。

## 受験資格
職業訓練指導員免許の受験資格と試験免除を参照。石材施工技能士、コンクリート積みブロック施工技能士の保有者など。

## 試験科目

### 学科試験
1. 指導方法（職業訓練原理、教科指導法、訓練生の心理、生活指導及び職業訓練関係法規）
2. 関連学科
  1. 系基礎学科
    1. 石材学（石材史　石材の種類及び性質　石材機械）
    2. 安全衛生（安全管理　衛生管理）

  2. 専攻学科
    1. 設計製図（デザイン　文字及び書体　図学）
    2. 加工法（採石法　加工法　石製品の据付法　仕様及び積算）

### 実技試験
1. 石材加工
2. 石製品据付け

※石材施工技能士資格者は免除となる